# Berkeley Software Distribution
Berkeley Software Distribution (BSD) är ett Unix-liknande operativsystem utvecklat under 1970- och 1980-talet av bland andra Computer Systems Research Group vid University of California, Berkeley. BSD är öppen källkod och fritt tillgängligt i källkodsformat. På grund av att programkoden från BSD får användas i princip helt fritt, samt den höga kvalitet koden sägs ha, finns idag programkod från BSD i de allra flesta operativsystem, inklusive Microsoft Windows, Mac OS och Linux. De villkor som programkoden får användas under är reglerade av BSD-licensen.
Tidiga versioner av BSD innehöll programkod från det ursprungliga Unix och man var tvungen att ha en licens för Unix för att använda BSD. Under sent 1980-tal togs dock all Unix-kod bort efter en rättsprocess mellan AT&T och Berkeley. Rättsprocessen slutade med förlikning och detaljerna i överenskommelsen var under många år hemliga men det är känt att AT&T Unix SysV innehöll mer BSD-kod än tvärtom.[källa behövs]

## Versioner
- 1BSD (1978) var inte ett operativsystem utan snarare tillägg som nya och modifierade program till Unix sjätte utgåva. Denna innehöll bland annat en Pascal-kompilator, texteditorn ex(1), ett modifierat och ett nytt skal samt ett Star Trek-spel.
- 2BSD (1978) körs fortfarande på gamla PDP-11-datorer. Version 2.11 rev #366 släpptes 1997.
- 3BSD (1979) var den första BSD-versionen som kunde köras på VAX-datorer. 3BSD byggde på Unix sjunde utgåva/32V och innehöll förbättrad minneshantering med stöd för virtuellt minne, demand paging och page replacement. Skälet till den avancerade minneshanteringen var utvecklingen av för den tiden stora program såsom Franz' LISP.
- 4BSD (1980) kördes på VAX. Utvecklingen finansierades av DARPA med målet att inkorporera TCP/IP i systemet för att möjliggöra kommunikation över dåtidens Internet, ARPANET.
- Net/1 (1989) var "nätverksdelen" av 4.3BSD. Eftersom det inte rådde något tvivel om den kodens ursprung (Research Unix saknade ju nätverksstöd) kunde den distribueras till organisationer och individer som saknade källkodslicens för Unix.
- Net/2 (1991) blev basen för 386BSD.
- 4.4BSD-Lite (1993) var resultatet av rättsprocessen rörande Unix-licensierad källkod.
- 4.4BSD-Lite release 2 (1995) kördes på Motorola 68000, SPARC, MIPS och x86 och blev den sista versionen av BSD. Denna version är basen för alla moderna BSD-varianter och innehöll i stort sett endast buggfixar till föregående version.

## BSD-varianter/derivat
- FreeBSD / PC-BSD
- NetBSD
- OpenBSD
- DragonFly BSD
- Darwin
- Mac OS